# Лінк (фільм, 1986)
«Лінк» (англ. Link) — британський фільм жахів 1986 року режисера Річарда Франкліна. У ролях знялися Елізабет Шу і Теренс Стемп. Головний герой — Лінк, надрозумний, але злий шимпанзе (роль якого грає орангутан), який накидається на своїх господарів, коли вони намагаються його евтаназувати.

## Сюжет
Доктор Стівен Філіп живе у вікторіанському особняку біля англійського узбережжя з трьома шимпанзе, на яких він проводить дослідження, щоб дослідити зв’язок між людиною та мавпою. Джейн Чейз запрошують до нього додому під час літніх канікул як помічницю, і коли вона прибуває, її зустрічає біля дверей шимпанзе на ім’я Лінк, одягнений у форму дворецького.
Одного разу Джейн знайшла шимпанзе Вуду мертвим. Саме тоді, безслідно зник доктор Філіп, який мав приспати Лінка. Лінк починає проявляти все агресивнішу позицію щодо Джейн, навіть дійшовши до того, що заборонив їй використовувати телефон. Він утримував її у полоні в будинку, не даючи їй дістатися до найближчого міста. Джейн карає його, вигнавши його з дому. Тоді Лінк починає ставати жорстокішим, і між приматом і людиною починається особиста війна.

## У ролях
| Актор          | Роль |
| -------------- | --- |
| Елізабет Шу    | Джейн Чейз (юна зоологиня, помічниця доктора Філіпа)                                                                            |
| Теренс Стемп   | доктор Стівен Філіп (антрополог, який вивчає розумові здібності шимпанзе у своєму ізольованому маєтку в англійській місцевості) |
| Стівен Піннер  | доктор Стівен Філіп (хлопець Джейн)                                                                                             |
| Кевін Ллойд    | Бейлі (друг Стівена Філіпа) |
| Девід О'Гара   | Том (друг Девіда, який вирушає з ним на пошуки Джейн)                                                                           |
| Річард Гарнетт | Денніс (друг Девіда, який вирушає з ним на пошуки Джейн)                                                                        |
| орангутан Локк | Лінк (45-річний шимпанзе, негативний герой)                                                                                     |
| шимпанзе Керрі | Вуду (самиця шимпанзе, яку часто тримають у клітці через її агресивний характер, але час від часу випускають на волю)           |
| шимпанзе Джед  | Імпер (син Вуду, має схильність до втечі та вбивства інших тварин)                                                              |